# Josep Lobató
Josep Antoni Lobató Pérez (Esplugas de Llobregat, Barcelona, 16 de junio de 1977), más conocido como Josep Lobató, es un presentador y locutor de radio y televisión español.

## Biografía
Desde los 16 años ha estado íntimamente vinculado al mundo de la comunicación, ha presentado programas de radio, televisión y ha publicado libros dirigidos especialmente al público joven.
Estudió delineación y compaginó los estudios con módulos formativos de producción de audiovisuales, redacción y presentación de espectáculos. A los 16 años comienza a dar sus primeros pasos en el mundo de la radio y la televisión local en Barcelona, combinando sus primeras colaboraciones con sus estudios.
A los 18 años (1996), entra a formar parte de la plantilla de locutores de la desaparecida radio musical Top Radio, donde se inicia en la radio profesional, después vendrían colaboraciones en COM Ràdio (1999), en el magazín nocturno Bon dia, lluna. Posteriormente, hasta 2001, se dedicó a la gestión comercial de audiovisuales en Publipress Media, empresa del Grupo Godó.
En 2001 es fichado por Mediapro para ser una de las caras del conocido canal musical de Cataluña, Flaix TV, donde durante 5 años compagina la presentación de programas de la cadena con un programa en Ràdio Flaixbac, Prohibit als pares, que supone un gran éxito en la radio catalana.
A raíz de su aparición en Flaix TV y Ràdio Flaixbac, Discovery Channel cuenta en 2004 con Josep para ser el presentador de Discovery en el Fòrum, programa que se emitió en todos los países de habla hispana y portuguesa de la cadena.
Posteriormente, en 2005, llegaría su primer libro Prohibit als pares, basado en el exitoso programa de radio que presentaba en Cataluña y que se convirtió en el libro de no-ficción más vendido en Cataluña ese San Jorge.
En 2005 fue nombrado "Joven cofrade de mérito" por la Cofradía del cava de San Sadurní d’Anoia.
En 2006, Josep Lobató publica su segundo libro Som PAP. La nostra vida, el nostre rotllo, que también consigue ser uno de los éxitos del Día de San Jorge de ese año. Ese mismo año TV3 ficha a Josep para presentar el dating-show Prohibit als tímids (en emisión desde febrero hasta septiembre).
Desde septiembre de 2006, después de abandonar Grup Flaix, Josep Lobató fichó por Europa FM, dónde dirigió y presentó el programa de radio Ponte A Prueba hasta julio de 2008, programa galardonado con el Premio Ondas 2007 al "Mejor Programa de la radio española". En mayo de ese mismo año publica, junto con sus compañeros de radio, su tercer libro y el primero en español: Ponte a prueba. El libro, dónde de nuevo recoge las experiencias nocturnas explicadas por los seguidores del programa. En noviembre de ese mismo año publica Ponte a prueba. Confidencial, el segundo libro basado en el exitoso programa de Europa FM. En el mes de mayo de 2008 se pone a la venta Ponte a prueba 2, el último libro publicado hasta el momento por Josep Lobató junto a los componentes del programa.
En el diario El Periódico de Catalunya, ha colaborado como columnista en secciones dedicadas a las relaciones personales y la televisión.
Josep da el salto a la televisión nacional de la mano de la productora Gestmusic Endemol con el concurso vespertino Money, money emitido en Cuatro, donde también presentó durante ese período el programa especial El sexómetro junto a Núria Roca.
Durante el verano de 2008. y aún formando parte de Gestmusic Endemol, presentó en Televisión Española - La 1 - el talent-show ¡Quiero Bailar!.
Desde septiembre de 2008 y hatas 2011 formó parte de la plantilla de presentadores / colaboradores de Cuatro donde condujo diversos programas de entretenimiento.
En febrero de 2010, Josep Lobató se estrena como novelista con la publicación de Solter@s y Demoni@s, un libro que relata las historias de cuatro personajes en la treintena que viven su soltería de formas muy distintas en clave de humor. En ese mismo año fundó su propia cadena de radio digital Happy FM contando con la colaboración de Cristina Urgel o Berta Collado entre otros.
En septiembre de 2013 ficha de nuevo por Europa FM, para volver a presentar el renovado programa radiofónico Ponte A Prueba, junto a Laura Manzanedo y Sara Gil. Permaneció al frente del mismo hasta el 3 de julio de 2015, cuando tuvo que retirarse por enfermedad; fue reemplazado por Pablo Guerola.
El junio de 2014 sale a la venta la primera edición de su libro 75 técnicas infalibles para pillar cacho (Ed. Planeta), donde el presentador comparte con sus lectores las tácticas perfectas para flirtear.
Desde 2015, Lobató permanece retirado de los medios de comunicación por una enfermedad desmielinizante que afecta a su sistema nervioso y le impide comunicarse con normalidad. El locutor está recibiendo tratamiento en el Hospital Ramón y Cajal de Madrid para recuperar el habla.

## Currículum

### Televisión
- La 1 - Sábado sensacional (presentador) 2014.
- Telecinco - Qué tiempo tan feliz (colaborador) 2013
- Discovery MAX - Xtreme Xperience (Voz en off) 2012 / 2013.
- Canal+ (plataforma satélite) Sportmanía  - Xtreme Xperience (Voz en off) 2011.
- Cuatro - Lo que diga la rubia (colaborador) 2010.
- Cuatro - 20p (presentador) 2009.
- Cuatro - La batalla de los coros (presentador) 2009.
- Cuatro - Circus. Más difícil todavía (presentador) 2008
- La 1 de Televisión Española - ¡Quiero bailar! (presentador) 2008
- Cuatro - Money, money (presentador) 2007/2008
- Cuatro - El sexómetro (presentador) 2007
- Cuatro - Channel Fresh (presentador) 2007
- TV3 - Prohibit als Pares (P.A.P) (presentador) 2006
- Flaix TV - FlaixMania (director, presentador) 2001/2005
- Discovery Channel - Discovery en el Fòrum (presentador) 2004

### Radio
- Europa FM - Ponte A Prueba (Presentador) 2013/2015 (Actualmente no presenta el espacio debido a una enfermedad)
- Happy FM - Happy fm Interactiva 2010/2015 (Además es el director de la emisora)
- Europa FM - Ponte a prueba (director y presentador) 2006/2008
- Ràdio Flaixbac - Prohibit als pares (director y presentador) 2003/2006
- COM Ràdio - Bon dia, lluna (conductor de Balli qui pugui) 1999
- Top Radio - (locutor) 1998

### Libros
- Prohibit als pares (2005, RBA)
- Som PAP. La nostra vida, el nostre rotllo (2006, RBA)
- Posa't a prova (2007, Edicions Columna / Editorial Planeta)
- Ponte a prueba: El libro (2007, Ediciones del Bronce / Editorial Planeta)
- Ponte a prueba: Confidencial (2007, Ediciones del Bronce / Editorial Planeta)
- Ponte a prueba 2: las nuevas historias del programa de radio más transgresor (2008, Ediciones del Bronce / Editorial Planeta)
- Solteros y Demonios: la novela más divertida sobre la crisis de los treinta (2010, Ediciones B)
- 75 técnicas infalibles para pillar cacho (2014, ed. Martínez Roca)

### Prensa
- "Su Punto de Vista", Cosmopolitan (2010)
- "Míratela", Revista de televisión TELETODO (2008)
- "No te cortes", El Periódico de Catalunya (2007)
- "El consultorio del PAP", El Periódico de Catalunya (2005)

### Docencia / Conferencias
- "Universidad Complutense (UCM)" Ponente en el I Panel de Expertos. "Periodistas en Transición: Pioneros del 2.0." En el III Congreso Procom de Periodismo Autónomo y Freelance en 2013.
- "Universidad Ramon Llull (URL)" Master-Class para los alumnos del curso de presentadores organizado por Sagrera Audiovisual en 2008.
- "Universidad de Vic (UVIC)" Ponente en el taller de radio para estudiantes de Comunicación Audiovisual en 2005.

## Premios
| Programa       | Premio                                                                  | Gala               | Año  |
| Ponte a prueba | Ondas al mejor programa de la radio en España                           | Premios Ondas 2007 | 2007 |
| Happy FM       | Premio Ellegance - Jacob Fitdgerald a la innovación en Medios Digitales | 2012               |      |